# Carrer Sabateria de Baix (Agramunt)
El Carrer Sabateria de Baix és una via pública del municipi d'Agramunt (Urgell) inclosa en l'Inventari del Patrimoni Arquitectònic de Catalunya.

## Descripció
El carrer Sabateria de Baix d'Agramunt situat al centre històric de la població és un altre exemple de l'arquitectura popular que abunda en aquestes terres urgellenques. Aquest carrer està dotat d'una part porxada en un dels seus laterals. Podem observar un dels coberts més antics i representatius de la vila. Es tracta d'un tram molt curt format per dues arcades apuntades que miren a la via principal d'aquest carrer. Aquestes dues arcades estan formades per grans carreus de pedra tallats i units amb morter.
En els dos extrems d'aquesta estructura d'arcades s'hi observa un emmarcament en forma d'enormes pedres quadrangulars disposades una al damunt de l'altra fent de tancament de l'espai porticat. El parament de pedra no es conserva en masses bones condicions, ja que està afectat per l'erosió, la humitat i un desgast considerable en cada un dels carreus. Les dues arcades apuntades tanquen a una estructura porxada deformada per un embigat de fusta que va de les façanes de les cases a les arcades. El terra és enllosat.

## Història
Aquestes arcades bellíssimes que avui conservem tingueren sort de resistir els bombardeigs de la guerra. Aquest carrer es troba esmentat en documents de primers de segle xiv. Abans tenia coberts a totes dues bandes, però en el cantó nord anaren desapareixent ocupats per les cases que hi confrontaren. Probablement, el nom del carrer fa memòria dels obradors de sabateria allí en temps antics.